# العلاقات الآيسلندية النيكاراغوية
العلاقات الآيسلندية النيكاراغوية هي العلاقات الثنائية التي تجمع بين آيسلندا ونيكاراغوا.

## مقارنة بين البلدين
هذه مقارنة عامة ومرجعية للدولتين:
| وجه المقارنة                                              | آيسلندا          | نيكاراغوا        |
| --------------------------------------------------------- | ---------------- | ---------------- |
| المساحة (كم2)                                             | 103.00 ألف       | 130.38 ألف       |
| عدد السكان (نسمة)                                         | 317.35 ألف       | 6.22 مليون       |
| الكثافة السكانية (ن./كم²)                                 | 3.08             | 47.71            |
| العاصمة                                                   | ريكيافيك         | ماناغوا          |
| اللغة الرسمية                                             | اللغة الآيسلندية | اللغة الإسبانية  |
| العملة                                                    | كرونة آيسلندية   | كوردبا نيكاراغوا |
| الناتج المحلي الإجمالي (بليون دولار)                      | 23.91 مليار      | 13.81 مليار      |
| الناتج المحلي الإجمالي (تعادل القوة الشرائية) بليون دولار | 15.79 مليار      | 31.63 مليار      |
| الناتج المحلي الإجمالي الاسمي للفرد دولار أمريكي          | 50.17 ألف        | 2.09 ألف         |
| الناتج المحلي الإجمالي للفرد دولار أمريكي                 | 46.55 ألف        | 4.92 ألف         |
| مؤشر التنمية البشرية                                      | 0.899            | 0.631            |
| رمز المكالمات الدولي                                      | +354             | +505             |
| رمز الإنترنت                                              | .is              | .ni              |
| المنطقة الزمنية                                           | 00، أوروبا/لندن ‏ | 00               |

## منظمات دولية مشتركة
يشترك البلدان في عضوية مجموعة من المنظمات الدولية، منها:
| علم المنظمة | اسم المنظمة                               | تاريخ انضمام آيسلندا | تاريخ انضمام نيكاراغوا |
| ----------- | ----------------------------------------- | -------------------- | ---------------------- |
|             | مؤسسة التنمية الدولية                     | 19 مايو 1961         | 30 ديسمبر 1960         |
|             | يونسكو                                    | 8 يونيو 1964         | 22 فبراير 1952         |
|             | وكالة ضمان الاستثمار متعدد الأطراف        | 25 سبتمبر 1998       | 12 يونيو 1992          |
|             | الأمم المتحدة                             | 19 نوفمبر 1946       | 24 أكتوبر 1945         |
|             | الاتحاد البريدي العالمي                   | ?                    | ?                      |
|             | البنك الدولي للإنشاء والتعمير             | 27 ديسمبر 1945       | 14 مارس 1946           |
|             | الاتحاد الدولي للاتصالات                  | 1 أكتوبر 1906        | 12 مايو 1926           |
|             | منظمة حظر الأسلحة الكيميائية              | ?                    | ?                      |
|             | مؤسسة التمويل الدولية                     | 20 يوليو 1956        | 20 يوليو 1956          |
|             | المركز الدولي لتسوية المنازعات الاستشارية | 14 أكتوبر 1966       | 19 أبريل 1995          |
|             | منظمة التجارة العالمية                    | ?                    | ?                      |
|             | منظمة الشرطة الجنائية الدولية             | ?                    | ?                      |

## وصلات خارجية
- موقع وزارة الخارجية الآيسلندية
- موقع وزارة الخارجية النيكاراغوية